# Horizontale et verticale
Pour les articles homonymes, voir Verticale (homonymie).
L'utilisation des termes inter-connectés vertical et horizontal ainsi que leurs symétries et asymétries varient avec le contexte (par exemple en deux ou trois dimensions ou dans les calculs à l'aide de l'approximation d'une terre plate en remplacement d'une terre sphérique).
En astronomie, géographie et sciences et contextes connexes, une direction passant par un point donné est dit à la verticale si elle est localement alignée avec le vecteur  de gravité à ce point. En général, quelque chose qui est à la verticale peut être tiré à partir du haut vers le bas (ou du bas vers le haut), comme l'axe y dans le système de coordonnées cartésiennes.

## Approche physiologique
Les êtres vivants s'orientent par rapport à la verticale qui est conditionnée par la pesanteur et dont l'approche la plus intuitive est celle du fil à plomb; elle détermine chez les champignons et les végétaux le géotropisme et chez les animaux le géotactisme.
L'Homme ne possède pas d'organe infaillible le renseignant sur la verticalité. Nos références sensorielles et perceptives de la verticalité sont essentiellement vestibulaire (oreille interne) et visuelle (deux centres perceptifs très proches du cerveau), et quand ces deux groupes d'information concordent, la perception de la verticale est très fine ; lorsque, au contraire, il y a conflit entre elles, de grandes différences individuelles apparaissent ; certaines personnes priorisent l'information vestibulaires, d'autres les données visuelles ; des nausées et vertiges peuvent apparaitre. Chez les cosmonautes les récepteurs labyrinthiques continuent d'être stimulés par la pesanteur (situation de chute libre). Toutefois, l'action de la pesanteur sur les récepteurs labyrinthiques est modifiée parce que la tête de l'astronaute n'a pas son orientation habituelle. L'immersion chez le plongeur (situation de flottaison indifférenciée) modifie profondément certaines informations proprioceptive, en particulier d'origine musculaires et annule les informations gravifiques ; et lorsqu'il est privé de ses repères visuels, en eau trouble par exemple, le plongeur est contraint d'observer les bulles d'air qui montent pour distinguer le haut du bas. 
En psychomotricité, selon Dorota Chadzynski (2021), l'intégration de l'espace de la pesanteur dans l'axe de développement (telle que présentée par le chercheur suisse André Bullinger en 2015), c'est-à-dire la bonne perception de la verticale (par le flux gravitaire dans l'organisme) « apparaît comme un élément organisateur (si tout va bien) ou désorganisateur de la tonicité, de la motricité et donc de la relation du bébé à lui-même et au monde ». Certains troubles du développement ou de la perception, dissociatifs, ou du spectre de l'autisme font qu'une personne peut ne pas bien percevoir la verticalité, troubles qui commencent à être visibles quand le bébé éprouve des difficultés anormales à se redresser, à trouver son équilibre et/ou à marcher.
Il est également possible de tromper un organisme vivant sur la verticalité, en induisant d'autres accélérations que la pesanteur. Aucune différence n'existe en effet entre diverses accélérations linéaires hormis leur grandeur et leur direction ; rien, notamment, ne privilégie la pesanteur. Aussi, lorsque plusieurs accélérations linéaires, dont celle de la pesanteur, agissent simultanément sur un corps, celui-ci est en réalité soumis à leur résultante ; le fil à plomb, par exemple, prend la direction de cette résultante. Pour notre corps également, cette résultante joue le rôle de la pesanteur tant en grandeur qu'en direction.
La verticalité dans le langage courant (conditionnée essentiellement par la gravité terrestre) peut être exprimée en français par les termes « debout  », ou droit  (aussi dans les expressions « droit comme un cierge », « droit comme un jonc ») ou « d'aplomb » (relativement à la disposition d'un fil à plomb).

## Définition historique
Girard Desargues définit la verticale comme étant la perpendiculaire à l'horizon , dans sa Perspective de 1636.
Le mot "horizontale" est dérivé de "horizon", alors que la "verticale", provient du Latin tardif verticalis qui est de la même racine que vertex « plus haut point ».

## En deux dimensions

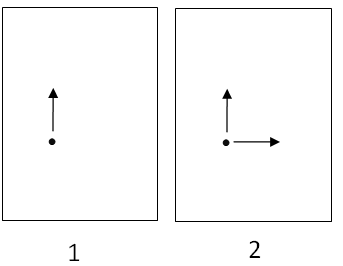
En deux dimensions
1. La direction verticale est désignée.
2. L'horizontale est normal à la verticale. Par un point P, il y a exactement une verticale et exactement une horizontale. Alternativement, on peut commencer par désigner la direction horizontale en premier.

Dans le contexte d'un système de coordonnées cartésien orthogonal à deux dimensions dans le plan Euclidien, pour dire qu'une ligne est horizontale ou verticale, une première désignation doit être faite. On peut commencer par la désignation de la direction verticale, généralement étiquetée direction Y. La direction horizontale, généralement étiquetés direction X, est alors automatiquement déterminée. Ou, on peut le faire dans l'autre sens, c'est-à-dire, nommer l'axe-x, auquel cas l'axe-y est alors déterminé automatiquement. Il n'y a pas de raison particulière de choisir l'horizontale ou la verticale en premier: les deux directions sont  à cet égard égales.
Ce qui suit concerne le cas à deux dimensions:
a) Par un point P quelconque dans le plan, il y a une et une seule ligne verticale dans le plan et une, et une seule ligne horizontale dans le plan. Cette symétrie s'effondre lorsque l'on se déplace vers les trois dimensions.
b) Une ligne verticale est une ligne parallèle à la direction verticale. Une ligne horizontale est toute droite perpendiculaire à une ligne verticale.
c) des lignes Horizontales ne se croisent pas les unes les autres.
d) les lignes Verticales se croisent pas les unes les autres.
Ces faits géométriques élémentaires ne sont pas tous vrais dans le contexte 3D .

## En trois dimensions
Dans le cas à trois dimensions, la situation est plus compliquée comme maintenant on a les plans horizontaux et verticaux en plus de lignes horizontales et verticales. Considérons un point P et désignons une direction par P comme la verticale. Un plan qui contient P et est normal à la direction indiquée est le plan horizontal à P.  Tout plan passant par P,  normal au plan horizontal est un plan vertical à P. Par un point P, il existe un et un seul plan horizontal, mais une multiplicité de plans verticaux. C'est une nouvelle caractéristique qui émerge dans les trois dimensions. La symétrie qui existe dans les cas à deux dimensions ne tient plus.

## Observations

### Le fil à plomb et le niveau à bulle

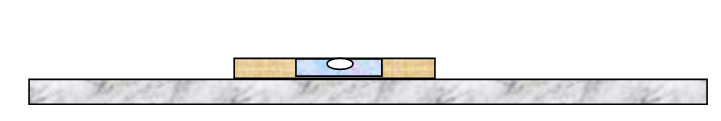
Niveau à bulle sur une table de marbre, test d'horizontalité

En physique, en ingénierie et en construction, la direction désignés comme verticale est généralement celle indiquée par le fil à plomb. De manière alternative, un niveau à bulle qui exploite la flottabilité d'une bulle d'air et sa tendance à aller à la verticale vers le haut peut être utilisé pour tester l'horizontalité. Les gyrolasers modernes pouvant se mettre de niveau eux-mêmes automatiquement fonctionnent sur le même principe fondamental.

### L'approximation de la terre plate
Dans le scénario de la terre plate, où la terre est théoriquement une grande surface plane  (infinie) avec le champ gravitationnel à angle droit par rapport à sa surface, la surface de la terre est à l'horizontale et tout plan parallèle à la surface de la terre est aussi horizontal. Les plans verticaux, par exemple, les murs, peuvent être parallèles les uns aux autres ou ils peuvent se croiser selon une ligne verticale. Les surfaces horizontales ne se croisent pas. En outre, un plan ne peut pas être  à la fois un plan horizontal à un endroit et à un plan vertical quelque part ailleurs

### La terre sphérique

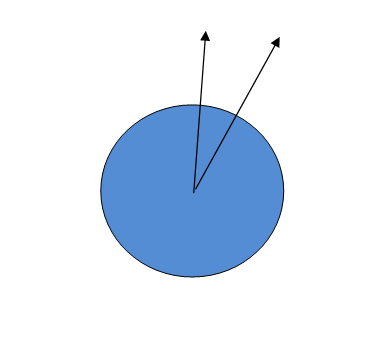
Strictement parlant, les parois verticales ne sont jamais parallèles à la surface d'une planète sphérique.

Lorsque la courbure de la terre est prise en compte, les concepts de  verticale et d'horizontale prennent encore une autre signification. À la surface d'une planète  parfaitement sphérique, homogène, et ne tournant pas, le fil à plomb prend la verticale comme la direction radiale. Strictement parlant, il n'est désormais plus possible pour les parois verticales d'être parallèles: tous les verticales se croisent. Ce fait est réel, les applications pratiques dans la construction et le génie civil, par exemple, le sommet des tours d'un pont suspendu sont plus espacés que leur base.

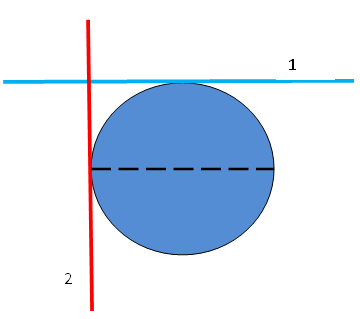
Sur une planète sphérique, les plans horizontaux se croisent. Dans l'exemple illustré, la ligne bleue représente le plan tangent au pôle Nord, le rouge, le plan tangent à un point équatorial. Les deux se croisent à angle droit.

De même, les surfaces horizontales peuvent se croiser quand elles sont des plans tangents à des points séparés de la surface de la terre. En particulier, un plan tangent à un point situé sur l'équateur coupe le plan tangent au Pôle Nord à angle droit. En outre, le plan équatorial est parallèle au plan tangent du Pôle Nord et en tant que tel a la prétention d'être un plan horizontal. Mais il est en même temps, un plan vertical pour les points sur l'équateur. En ce sens, un plan peut, arguer sans doute, d'être à la fois horizontal et vertical, horizontal à un endroit, et vertical à un autre.

### D'autres complications
Pour une terre qui tourne, le fil à plomb s'écarte de la direction radiale en fonction de la latitude. Ce n'est qu'au Pôles Nord et Sud que  l'aplomb s'harmonise avec le rayon local. La situation est en fait encore plus compliqué parce que la terre n'est pas une sphère lisse  homomogène. C'est une planète non homogène, non sphérique, bosselées et en mouvement, et la verticale, non seulement n'a pas besoin de se situer le long d'un rayon, elle peut même être courbée et varier avec le temps. Sur une plus petite échelle, une montagne d'un côté peut dévier le fil à plomb loin du vrai zénith.
Sur une plus grande échelle, le champ gravitationnel de la terre, qui est au moins approximativement radial près de la terre, n'est plus radial lorsqu'il est affecté par la lune à des altitudes plus élevées,.

### Les murs et les planchers

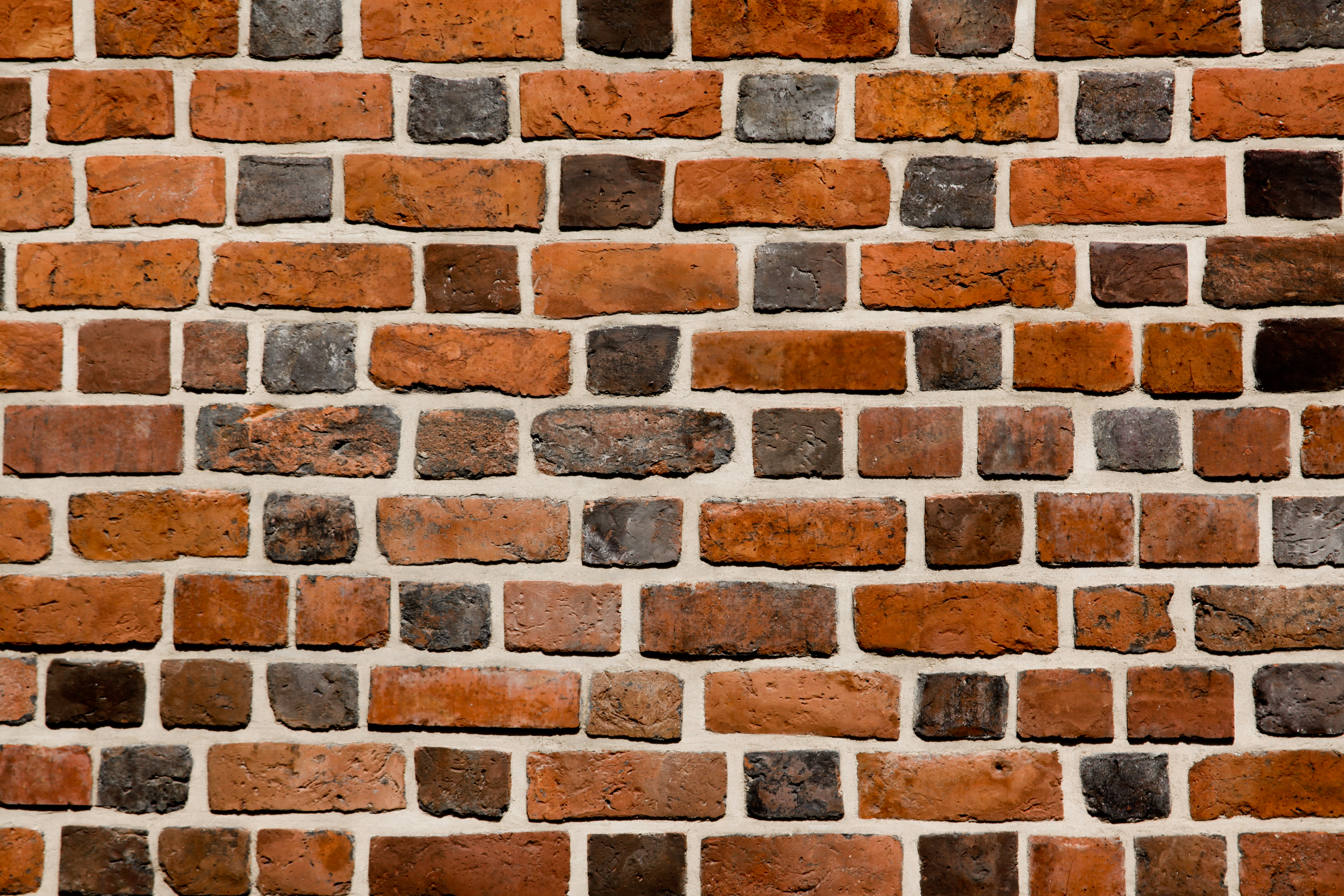
Mur de briques montrant des lignes horizontales de mortier et des perpendiculaires verticales. En revanche, un sol ne contient que des lignes horizontales.

Sur un sol horizontal, on peut dessiner une ligne horizontale, mais pas une ligne verticale dans le sens de celui donné par un fil à plomb . Mais sur une paroi  (verticale), on peut à la fois tirer des lignes verticale et horizontale . En ce sens, un mur vertical permet plus d'options. Cela se reflète dans les outils qu'un maçon utilise: un fil à plomb pour la verticalité et un niveau à bulle pour vérifier que la chape de mortier est à l'horizontale.
D'autre part, contrairement à un mur, un sol horizontal permet plus d'options lorsque l'on considère les directions de la boussole. On peut tirer sur un plancher des lignes allant vers le nord, le sud, l'est et de l'ouest, en fait, le long d'une direction donnée par la boussole. Un mur permet de moins d'options. Par exemple, sur un mur qui longe la longitude, l'insecte ne peut pas ramper à l'est.

### Dans la salle de classe

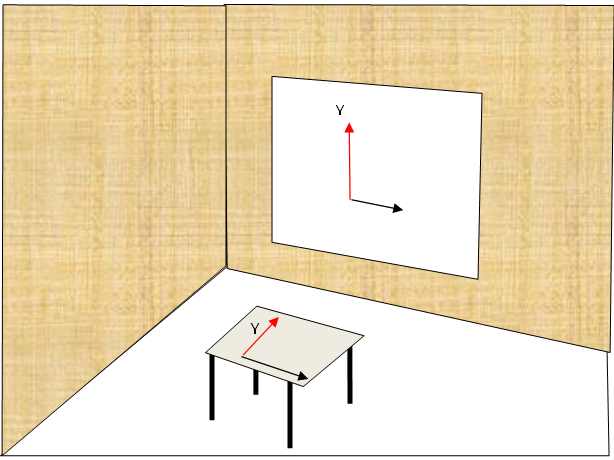
L' axe-y-sur le mur est à la verticale, mais celui qui est sur la table est horizontal

Dans les cas à 2 dimensions, comme déjà mentionné, la désignation habituelle de la verticale coïncide avec l'axe y en géométrie coordonnée. La présente convention peut causer une confusion dans la salle de classe. Pour l'enseignant, écrivant peut-être sur un tableau blanc, l'axe y est vraiment la verticale dans le sens de la verticalité donnée par le fil à plomb, mais pour l'étudiant, l'axe peut bien se trouver sur une table horizontale.

### Indépendance des mouvements horizontaux et verticaux
Négliger la courbure de la terre, les mouvements horizontaux et verticaux d'un projectile se déplaçant sous l'effet de la gravité sont indépendants les uns des autres. Le déplacement vertical d'un projectile n'est pas affecté par la composante horizontale de la vitesse de lancement, et, à l'inverse, le déplacement horizontal est pas affectée par la composante verticale. L'idée remonte au moins aussi loin que Galilée.
Lorsque la courbure de la terre est prise en compte, l'indépendance des deux mouvements ne tient pas. Par exemple, un même projectile tiré dans une direction horizontale (c'est-à-dire, avec une composante verticale zéro) peut quitter la surface sphérique de la terre et, en effet, lui échapper tout à fait